# Leonor de Löwenstein-Wertheim
Leonor María Ana de Löwenstein-Wertheim (en alemán, Eleonore Maria Anna zu Löwenstein-Wertheim; Viena, 16 de febrero de 1686-Rotenburg, 22 de febrero de 1753) fue una princesa de Löwenstein-Wertheim por nacimiento, y landgravina de Hesse-Rotenburg por matrimonio.

## Primeros años
Leonor nació en Viena, en el Sacro Imperio Romano Germánico, sexta hija del conde Maximiliano Carlos Alberto de Löwenstein-Wertheim-Rochefort y de su esposa, la condesa María Polixena de Lichtenberg. Su padre había entrado al servicio imperial a una edad muy joven, y fue un consejero imperial desde 1684.

## Matrimonio e hijos
Se casó con su primo, Ernesto II Leopoldo de Hesse-Rotenburg (hijo del landgrave Guillermo I de Hesse-Rotenburg) el 9 de noviembre de 1704 en Frankfurt. La novia tenía 18 años y el novio 20. Tuvieron 10 hijos, cinco de los cuales tendrían descendencia:
- José (1705-1744), casado con Cristina de Salm, tuvo descendencia.
- Polixena Cristina (1706-1735), reina consorte de Cerdeña, casada con el rey Carlos Manuel III de Cerdeña, tuvo descendencia.
- Guillermina Magdalena (1707-1708), murió en la infancia.
- Guillermo (1708), murió en la infancia.
- Sofía (1709-1711), murió en la infancia.
- Francisco Alejandro (1710-1739), murió soltero.
- Leonor (1712-1759), casada con el conde palatino Juan Cristián de Sulzbach, sin descendencia.
- Carolina (1714-1741), casada con el príncipe Luis Enrique de Borbón-Condé, tuvo descendencia.
- Constantino (1716-1778), su sucesor.
- Cristina Enriqueta (1717-1778), casada con el príncipe Luis Víctor de Saboya-Carignano, tuvo descendencia.